# Полоцкая ГЭС
По́лоцкая ГЭС — гидроэлектростанция в Белоруссии на реке Западная Двина, вблизи д. Лучно.

## Описание конструкции
Полоцкая ГЭС представляет собой типичную плотинно-русловую низконапорную гидроэлектростанцию, включающую в себя земляную плотину, бетонную водосбросную плотину с шестью сегментными затворами и здание ГЭС.
Проектная мощность ГЭС — 21,66 МВт, среднегодовая выработка — 112 млн. кВт·ч. В здании ГЭС установлены пять горизонтальных поворотно-лопастных турбин чешской компании Mavel a.s.
Площадь водохранилища — 1710 гектаров, а его длина 83 км — от деревни Лучно практически до Бешенковичей. Максимальна глубина вблизи ГЭС — около 17 метров.

## История
Проект был выполнен проектным институтом Укргидропроект (г. Харьков) в 2009—2010 годах. Строительство станции было начато в мае 2011 года, первый гидроагрегат пущен 20 февраля 2017 года, полностью введена в эксплуатацию 30 июня 2017 года. Заказчик строительства — РУП «Витебскэнерго», генеральный подрядчик — ОАО «Технопромэкспорт» (г. Москва). Финансирование строительства осуществлялось за счёт кредита, выданного в 2010 году Евразийским банком развития в размере 100 млн американских долларов.
За время стройки ГЭС выкопали более 2,5 миллиона кубометров грунта, в тело плотины уложили свыше 135 тысяч кубометров бетона. На берегах вырубили более 16 тысяч кубометров древесно-кустарниковой растительности. А ещё реконструировали 3 моста и построили 1 новый, в районе городского поселка Оболь. Были определённые трудности: потребовалось увеличить высоту плотины, поэтому стройка на какое-то время приостанавливалась.